# 独孤浑建
独孤浑建（535年—579年3月28日），胡姓独孤浑氏，本姓郭，字子建，太原郡（今山西省太原市）人，西魏、北周官员。

## 生平
独孤浑建的祖先在永嘉之乱时迁移到原州，成为当地的大族。独孤浑建年幼时，父亲郭奉顺战死，宇文泰命令将独孤浑建收养在后宫中。独孤浑建虚龄五岁时袭爵平高县开国公，因为封爵名号与侯伏侯龙恩抵触，改封为怀归县开国公。宇文泰设置太学，征召贵族子弟入学，独孤浑建也进入太学，表现优异。保定元年（561年），独孤浑建作为使者之一出使南陈。保定三年（563年）春，独孤浑建加帅都督，同年代理掌朝下大夫，很快出使吐谷浑，勘定两方边界。保定四年（564年）冬，独孤浑建加大都督，很快转任车骑大将军、仪同三司。天和元年（566年）春，独孤浑建出任小司空下大夫，很快升任使持节、大都督。同年，独孤浑建随晋荡公宇文护征讨屡次侵犯边境的稽胡。天和三年（568年），独孤浑建出任宾部下大夫， 出使突厥。天和五年（570年）春，独孤浑建出任甘州诸军事、甘州刺史，又出任上州刺史。建德五年（576年）十月，周武帝亲征北齐，独孤浑建也参与了消灭北齐的战役，因功出任膳部中大夫。当时稽胡仗着地势险要，侵犯边境扰民，周武帝命令上柱国梁国公侯莫陈芮率军讨伐，以独孤浑建出任行军总管、长史将军。战役获胜后，独孤浑建在归途中患病，大成元年二月一五日（579年3月28日）在晋阳去世，虚岁四十四，棺木于三月一日（579年4月12日）回到京城。大象元年岁次乙酉十一月戊子朔廿二日乙酉（579年12月26日）归葬于万年县鸿门里。周静帝诏令赠予鄯州诸军事、鄯州刺史，谥号质公。 

## 家庭

### 父亲
- 郭奉顺，西魏龙骧将军、谏议大夫、平高县开国公，赐姓独孤浑氏，赠仪同三司、原州刺史[1]